# Мансан
Манса́н (фр. Mansan, окс. Mançan) — коммуна во Франции, находится в регионе Юг — Пиренеи. Департамент — Верхние Пиренеи. Входит в состав кантона Рабастенс-де-Бигор. Округ коммуны — Тарб.
Код INSEE коммуны — 65297.

## География
Коммуна расположена приблизительно в 640 км к югу от Парижа, в 105 км западнее Тулузы, в 16 км к северо-востоку от Тарба.
Коммуна расположена в местности Бигорр. На востоке коммуны протекает река Ланенос.

## Климат
Климат умеренно-океанический с солнечной тёплой погодой и обильными осадками на протяжении практически всего года.

## Население
Население коммуны на 2010 год составляло 44 человека.
| 1962 | 1968 | 1975 | 1982 | 1990 | 1999 | 2010 |
| ---- | ---- | ---- | ---- | ---- | ---- | ---- |
| 53   | 52   | 34   | 30   | 37   | 54   | 44   |

## Администрация
| Период | Период | Фамилия       | Партия | Примечания |
| ------ | ------ | ------------- | ------ | ---------- |
| 2001   | 2020   | Дидье Кювелье |        |            |

## Экономика
В 2010 году среди 28 человек трудоспособного возраста (15-64 лет) 22 были экономически активными, 6 — неактивными (показатель активности — 78,6 %, в 1999 году было 63,3 %). Из 22 активных жителей работали 22 человека (11 мужчин и 11 женщин), безработных не было. Среди 6 неактивных 2 человека были учениками или студентами, 2 — пенсионерами, 2 были неактивными по другим причинам.